# Carlo Gandini
Carlo Gandini (? – ?) olimpiai ezüstérmes olasz vívómester.
Az 1906. évi nyári olimpiai játékokon, Athénban indult, amit később nem hivatalos olimpiává nyilvánított a Nemzetközi Olimpiai Bizottság. Ezen az olimpián egy vívószámban indult: párbajtőrvívásban. Ezen a versenyen csak vívómesterek indulhattak. Ezüstérmes lett.